# Palacete d'Almeida
O Palacete d'Almeida é um casarão histórico localizado na cidade do Recife, capital do estado brasileiro de Pernambuco. Funciona atualmente como área social do edifício Villa D'Almeida.

## História
O palacete de número 779 da Avenida Rui Barbosa (antiga Estrada dos Manguinhos), no bairro das Graças, foi a residência da família Almeida. A casa, que abriga um rico conjunto de azulejos, está inserida na Zona Especial de Preservação do Patrimônio Histórico-Cultural (ZEPH) do Sítio Histórico São José dos Manguinhos.